# Dialetto carrarese
Il dialetto carrarese ('l cararìn o 'l cararés, voce dotta), è un dialetto apuano, parlato nella città di Carrara e nelle aree limitrofe.

## Caratteristiche e storia
Il dialetto carrarese, pur essendo la città di Carrara amministrativamente in Toscana, presenta caratteristiche molto simili al dialetto modenese ed al dialetto frignanese, venendo spesso incluso fra le varianti dialettali emiliane, e rimanendo fuori dall'insieme dei dialetti toscani. La quasi totalità della provincia di Massa-Carrara presenta dialetti non toscani, fatta eccezione per i comuni di Massa e Montignoso (come dimostrato da recenti studi da Daniele Vitali nel primo volume della collana "dialetti emiliani e dialetti toscani")..
Tuttora aperto è il dibattito sulla ragione per cui a Carrara, sebbene si trovi in Toscana (al di sopra della linea Massa-Senigallia), si parli un dialetto di tipo emiliano. La passata appartenenza dell'area di Massa e Carrara al Ducato di Modena e Reggio avvenne solo dalla metà del XVIII secolo e per un lasso di tempo troppo breve per poterne avere influenzato in profondità il parlare. Una ragione per la presenza in tutta l'area della provincia di Massa-Carrara di dialetti galloitalici, sebbene diversi tra loro, può, forse, farsi risalire al sostrato ligure-apuano dell'area ossia alla presenza in epoca antica non di popolazioni etrusche, come nel resto della Toscana, ma di popolazioni di lingua celtica, quali i liguri apuani, affini alle popolazioni viventi nell'area di Parma e Modena, anch'esse liguri (veliati e friniati). Anche in Garfagnana e nella Lunigiana ligure (l'attuale Provincia della Spezia) in passato si parlavano idiomi afferenti al dialetto lunigianese, ma poi in queste zone, accanto all'emilianizzazione che si ebbe in Val di Magra e sulla costa fino a Montignoso, si ebbero rispettivamente fenomeni di toscanizzazione e genovesizzazione.
Perciò, il carrarese, pur trovandosi oggi in Toscana, non ha contatti di parentela con il toscano, da cui ha ricevuto pochissimi influssi e prestiti (ad esempio "il toc" - in toscano il tocco, la granata ecc.), tanto che i locutori del carrarese si sentono   non toscani; difatti, un lunigianese o un carrarese o un massese, quando si sposta oltre Montignoso dice: "vado in Toscana".
Nella stessa area dialettale carrarese esistono comunque varie piccole sfumature che si possono dividere nel carrarese montano, cittadino, avenzino e marinello; questi ultimi due differiscono leggermente dai primi, dato che questi territori sono insediamenti più recenti e risentono più marcatamente di influenze liguri-lunigianesi. Per poter ascoltare la vera parlata carrarina stretta con i caratteristici e tipici vocaboli della 'lingua', è necessario consultare persone molto anziane. In alcuni dei suoi paesi montani il dialetto risente di particolari e storici influssi che lo diversificano rispetto al carrarino cittadino sia nella cadenza sia nel numero e nel tipo di suoni sia, infine, nella costruzione lessicale, come per esempio a Colonnata, mentre si possono definire dialetti carraresi ossia variazioni più o meno leggere del carrarese quelli dei paesi e località più vicine Fossola, Codena, Torano, Nazzano, nonché quelli già citati del piano (che sono più dolci). Mentre la popolazione dei paesi montani e della città di Carrara, dopo la seconda guerra mondiale, è diminuita in modo consistente, è invece cresciuta, quasi di pari entità, la popolazione del piano, cosicché il numero di residenti nel Comune non varia da più di mezzo secolo.

## Accento
Il dialetto carrarese appartiene alla cosiddetta area fonetica cacuminale apuana, una ristretta zona dell'alta Toscana in cui la parlata può ricordare l'accento ligure, in cui tratti caratteristici si pensa derivino direttamente dalla lingua delle popolazioni liguri-apuane che abitavano questo territorio (ciò non è esplicitamente suffragato da prove concrete, ma in alcuni scritti del X-XI sec. si fa riferimento alla strana parlata delle genti delle valli apuane), poi amalgamatasi nel tempo con le lingue romanze. Del resto, va anche considerato che alcune comunità corse si insediarono sulla costa carrarese, favorite dagli scambi interni alla signoria del ramo adalbertino degli Obertenghi, marchesi di Massa-Corsica, nell X sec. e forse spinte dalle razzie di Mujāhid al-ʿĀmirī.
Il toscano, di fatto, ha dato pochissimi contributi alla fonetica del dialetto carrarino, mentre nel vicino dialetto massese l'apporto del tosco-versiliese è maggiore. Questo fenomeno si riscontra anche esaminando le differenti parlate delle genti di Casola in Lunigiana (MS) e Pieve San Lorenzo (LU). Queste località si trovano nel bacino del fiume Aulella, quindi entrambe in Lunigiana e vicinissime tra loro, ma la parlata della Pieve di San Lorenzo è stata pesantemente contaminata dalla vicina Garfagnana che ne ha prodotto un dialetto molto simile al Massese, mentre a Casola l'influsso toscano viene meno così che il dialetto e l'accento risultano essere molto simili al carrarino (Alta Valle Aulella. Storia dell'insediamento in Lunigiana Sagep,Genova, 1979).
Come riprova si osservi che questo accento non è peculiare della città di Carrara ma era parte integrante di quasi tutto il comprensorio delle Alpi Apuane. Le genti apuane, infatti, furono sconfitte dai Romani e massicciamente deportate nel Sannio, ma mai del tutto estirpate dal loro territorio.

## Fenomeni linguistici
Il dialetto carrarese presenta alcuni dei fenomeni caratteristici, di cui alcuni tipici delle varietà dialettali settentrionali:
- scempiamento consonantico:

tutta → tuta
Lo scempiamento è assente nelle varianti di Colonnata, Bedizzano e Bergiola Foscalina, ad esclusione di -rr- che segue invece l'esito comune dell'area.
- la caduta delle vocali atone in finale di parola tranne -a:

cane → can, ma lana → lana
- la tendenza non-pro-drop: il soggetto viene esplicitato mediante un pronome clitico:

a son arivat, i è arivat = io sono arrivato/egli è arrivato
- può verificarsi raddoppiamento del soggetto (forma tonica + forma atona clitica):

lu i è cararìn, te t'sen cararìn = lui è carrarese, tu sei carrarese
me a màgn = io mangio
Particolare invece la presenza di un fenomeno, detto di cacuminalizzazione, solitamente meridionale e siciliano ma anche della bassa Corsica (tipico anche dell'antonese e del fornese, parlati nelle frazioni montane di Antona e Forno, nel comune di Massa) come lo sviluppo di /ll/ in /dd/, che si scempia poi regolarmente in /d/:
gallina → gadina
capelli → capédi
fratello → fratèd
Il fenomeno potrebbe forse spiegarsi come importato dai dialetti del Sannio: in seguito alla deportazione della popolazione ligure degli Apuani del 179 a.C. scambiati con altrettanti coloni sanniti.
Piuttosto rara è la sonorizzazione delle consonanti sorde intervocaliche, ovvero del passaggio di /k/, /t/, e /p/ → /g/, /d/ e /b/, fenomeno che è invece piuttosto produttivo nella vicina Massa, e ancor più in Alta Versilia, dove si registra anche il passaggio di /mp/ e /nk/ → /mb/ e /ng/.
A Carrara si può però riscontrare il passaggio da [ci]- (/ʧi/) e [gi]- (/ʤi/) ad inizio di parola ad una sorta di [zi]- /ʦi/:
cinque → zìnqui
giù → zù
Questo fenomeno è abbastanza distintivo tra il dialetto della città e il dialetto di Marina di Carrara, dove [ci]- (/ʧi/) e [gi]- (/ʤi/) rimangono tali.
Nel dialetto carrarese, inoltre, non vi è traccia di metafonesi, di palatizzazione di -[a]- in -[è]- tipica dei dialetti dell'Emilia-Romagna:
sale → sal [≠ e non sèl]
Di contro però vi è, contrariamente che nella vicina Massa, il fenomeno della "è" aperta, in parte dovuto a quel minimo influsso toscano ("bene"→bène), in parte dovuto sempre a quell'apporto "emiliano", difatti se si ascolta attentamente l'accento carrarino si può notare che le parole che finiscono con la consonante "e" ed "o" assumono un'inclinazione con "è" (ɛ) ed "ò" (ɔ) aperta. Tale fenomeno è diffuso in tutta la zona dialettale emiliana, mentre scompare completamente nella parlata lunigianese, salvo per le aree del pontremolese e zerasco.
Esempi: mangiarɛ,
berɛ,
dormirɛ,
sotɔ,
fatɔ.
Altra particolarità (riscontrabile però solo nel dialetto avenzino influenzato dalla vicinanza della città romana di Luni dove la lingua latina prevedeva anche la forma neutra plurale) è che i plurali femminili italiani rimangono invariati rispetto alla parola al singolare (ossia vengono espressi nella forma neutra plurale latina) variando solo l'articolo che quindi ne fa capire la quantità:
Avenzino
la carota → l' carota
la gókia → l' gókia (ossia l'ago e gli aghi)
ma in Carrarino
la carota → le carote
la fasa → le fase ( ossia la fascia , le fasce ... il suono sc manca nel carrarino come del resto manca in quasi tutti i dialetti dell'Italia settentrionale mentre esiste nell'avenzino)
L'articolo singolare maschile è rappresentato da 'l /əl/ e non vi è presenza di un articolo neutro:
'l can; 'l tren; 'l me nonò, 'l vin..

## I numeri
| 1 Un     | 11 Ondz     | 100 Zent       |
| 2 Do     | 12 Dodz     | 1000 Mili      |
| 3 Tre    | 13 Tredz    | 10000 Diézmìla |
| 4 Quatr  | 14 Quatòrdz |                |
| 5 Zìnqui | 15 Quindz   |                |
| 6 Sé     | 16 Sedz     |                |
| 7 Sèta   | 17 Dizisèta |                |
| 8 Ot     | 18 Dizòt    |                |
| 9 Nòvi   | 19 Dizinòvi |                |
| 10 Diézi | 20 Vinti    |                |

## Elementi di grammatica
- Articoli

'l - la, singolare
i - l', plurale
un/'n - una/'na, articolo indeterminativo
- Pronomi

| Pronomi personali soggetto |
| Me (io)                    |
| Te (tu)                    |
| Lu' - Le' (egli - ella)    |
| Noàltri (noi)              |
| Voàltri (voi)              |
| Lór (essi)                 |

- Verbi

| Verbo essere            | Verbo avere             |
| (Me) a son              | (Me) a i ò              |
| (Te) t'sen              | (Te) t'à                |
| (Lu') i è - (Le') a l'è | (Lu') i à - (Le') a l'à |
| (Noàltri) a siań        | Noàltri avéń (abian)    |
| Voàltri siet            | Voàltri avet            |
| (Lór) i en - a l'en     | (Lór) i àn - a l'àn     |

| Prima coniugazione: "pagàr" (pagare) | Seconda coniugazione: "móv'r" (muovere) | Terza coniugazione: "surtìr" (uscire) |
| (Me) a pag                           | (Me) a móv                              | (Me) a sòrt                           |
| (Te) t'pag                           | (Te) t'móv                              | (Te) t'sòrt                           |
| (Lu) i pag                           | (Lu) i móv                              | (Lu) i sòrt                           |
| Noàltri pagàń                        | Noàltri movéń                           | Noàltri surtìń                        |
| Voàltri pagàt                        | Voàltri movét                           | Voàltri surtìt                        |
| Lór i pag'n                          | Lór i móv'n                             | Lór i sòrt'n                          |